# NGC 6773
NGC 6773 est un groupe d'étoiles situé dans la constellation de l'Aigle,. L'astronome britannique John Herschel a enregistré la position de ce groupe le 13 aout 1830.
Les bases de données NASA/IPAC, Simbad et HyperLeda indiquent qu'il s'agit d'un amas ouvert. NGC 6773 est absent du site WEBDA consacré aux amas ouverts. 
Les amas ouverts survivent en général quelques dizaines ou centaines de millions d'années, car la gravité de l'ensemble n'est pas suffisamment grande pour retenir les étoiles et elles finissent par se disperser dans la Voie lactée. Il se pourrait que NGC 6773 soit un amas ouvert ou encore un groupe d'étoiles non liées par la gravité.